# Origa
ORIGA（日语：オリガ，1970年10月12日—2015年1月17日）是在日本活動的俄羅斯創作歌手所使用的藝名，本名為奥莉加·维塔莉耶芙娜·雅克夫列娃（俄语：Ольга Витальевна Яковлева）。

## 概要
1970年出生於俄羅斯新西伯利亞郊外的農村。1991年以交換學生身份到札幌，並以創作歌手身份發跡。
2015年1月17日在神奈川縣醫院去世，年僅44歲。訃聞僅提死因心臟衰竭，與其交好同是俄國人的聲優Jenya於Twitter指明肺癌。

## 作品

### 單曲
- - 1995年6月7日発売（EMI音樂日本）
- - 1998年7月23日発売（EMI音樂日本）

  1. 
    - 日劇《青澀時代》片頭曲
- - 2004年11月21日発売（勝利娛樂）

  1. 
    - 電視動畫《奇幻兒童》片尾曲
    - 作詞：濱田理惠
    - 作曲、編曲：梁邦彥

  2. （Russian Version）
  3. （TV Version）
  4. （Instrumental）

### 專輯
- ORIGA
  - 1994年5月25日発売（EMI音樂日本）
- illusia
  - 1995年1月28日発売（EMI音樂日本）
- リラからの風
  - 1996年9月11日発売（EMI音樂日本）
- 永遠。
  - 1998年9月23日発売（EMI音樂日本）

  1. Star
  2. TAM
- ERA OF QUEENS
  - 2003年11月19日発売（GEMMATIKA Records）

  1. OUVERTURE
  2. DIVA
  3. LULLABY
  4. DIMANCHE
  5. ERA OF QUEENS
  6. MOMENT
  7. TERSICORE
  8. ELECTRA'S SONG
  9. SERENATA
  10. QUESTE SARANNO
- AURORA
  - 2005年10月5日発売（GEMMATIKA Records）

  1. Aurora
  2. Chance
  3. Promise
  4. Kalinka
  5. Polyushko-pole
  6. don't let me go
  7. Aney,unborn child
  8. Shine,my star
  9. Mona Lisa
- THE SONGWREATH
  - 2008年10月8日発売（GEMMATIKA Records）

  1. Cradle,Cradle
  2. We Can Hear Your Pulse
- Crystal Winter
  - 1994年11月11日発売（EMI音樂日本）

  1. We Can Hear Your Pulse
  2. Baby Alone In Babylone
  3. There Must Be An Angel（ユーリズミックスのカバー）
- The Best of ORIGA
  - 1999年10月14日発売（EMI音樂日本）

  1. We Can Hear Your Pulse

### 合輯
- 攻殻機動隊 STAND ALONE COMPLEX O.S.T.
  - 2003年1月22日發行（Victor Entertainment）
    - inner universe
      - 電視動畫《攻殼機動隊 STAND ALONE COMPLEX》片頭曲
      - 作詞：ORIGA
      - 作曲、編曲：菅野洋子
- 攻殻機動隊 Stand Alone Complex O.S.T. 2
  - 2004年3月26日發行（Victor Entertainment）
    - rise
      - 電視動畫《攻殼機動隊 S.A.C. 2nd GIG》片頭曲
      - 作詞：ORIGA
      - 作曲、編曲：菅野洋子
- - 2005年3月2日發行（Victor Entertainment）
    - 水之寐
      - 電視動畫《奇幻旅程》片尾曲
      - 作詞、作曲、編曲：梁邦彥

    - 浮游夢
      - 電視動畫《奇幻旅程》印象曲
      - 作詞、作曲、編曲：ORIGA
- 攻殻機動隊 STAND ALONE COMPLEX SOLID STATE SOCIETY O.S.T.
  - 2006年11月22日（Victor Entertainment）
    - player
      - 電視動畫《攻殼機動隊 S.A.C. Solid State Society》片頭曲
      - 作詞：ORIGA
      - 作曲、編曲：菅野洋子

    - date of rebirth
      - 電視動畫《攻殼機動隊 S.A.C. Solid State Society》片尾曲
      - 作詞：ORIGA
      - 作曲、編曲：菅野洋子

## 關聯條目
- 2+1
- 菅野洋子
- 浜田省吾
- SUGIZO

## 註解
1. 1 2  . 2015-01-19  [2015-01-19]. （原始内容存档于2015-02-14） （日语）.
2. 1 2 3  . 2015-01-19  [2015-01-19]. （原始内容存档于2015-01-20） （日语）.
3. 1 2  . . 雅虎日本. 2015-01-18  [2015-01-18]. （原始内容存档于2015-01-18） （日语）.
4. ↑  。. 於Twitter. 2014-01-18  （日語）.

## 外部連結
- （日語） ＊ORIGA＊（页面存档备份，存于）